# Wapen van Odijk

Het wapen van de voormalige gemeente Odijk.

Het wapen van Odijk is nooit officieel erkend door de Hoge Raad van Adel. De gemeente had dan ook geen officieel wapen, wel bediende de gemeente zich van een afbeelding met de volgende beschrijving:
In zilver Sint Nicolaas met de kuip en de kinderen, met op de achtergrond een kerk, het geheel beschenen door een zon.
Deze afbeelding is ook opgenomen in het wapen van de gemeente Bunnik, waar Odijk in 1964 in opging. Voordat de gemeente Odijk ontstond was het eerst een heerlijkheid het wapen van de heerlijkheid Odijk vertoonde ook Sint Nicolaas.
Abcoude
· Abcoude-Baambrugge
· Abcoude-Proostdij
· Achttienhoven
· Amerongen
· Benschop
· Breukelen
· Breukelen-Nijenrode
· Breukelen-Sint Pieters
· Bunnik
· Cothen
· Darthuizen
· De Vuursche
· Doorn
· Driebergen
· Driebergen-Rijsenburg
· Everdingen
· Haarzuilens
· Hagestein
· Harmelen
· Hoenkoop
· Hoogland
· Houten
· Indijk
· Jaarsveld
· Jutphaas
· Kamerik
· Kockengen
· Langbroek
· Leersum
· Linschoten
· Loenen
· Loenersloot
· Loosdrecht
· Maarn
· Maarssen
· Maarsseveen
· Maartensdijk
· Mijdrecht
· Nigtevecht
· Noord-Polsbroek
· Odijk
· Oudenrijn
· Polsbroek
· Rijsenburg
· Ruwiel
· Schalkwijk
· Snelrewaard
· Sterkenburg
· Stoutenburg
· Tienhoven
· Vianen 
· Vinkeveen
· Vinkeveen en Waverveen
· Vleuten
· Vleuten-De Meern
· Vreeland
· Vreeswijk
· Waarder
· Waverveen
· Werkhoven
· Westbroek
· Willeskop
· Willige Langerak
· Wilnis
· Zegveld
· Zuilen
· Zuid-Polsbroek